# Copa (distrito)
O Copa é um dos cinco distritos que formam a Província de Cajatambo, situada em Departamento de Lima, pertencente a Região de Lima.

## Transporte
O distrito de Copa é servido pela seguinte rodovia:
- PE-16A, que liga o distrito de Oyón (Região de Lima) à cidade de Pativilca (Região de Lima)[1][2][3]